# ناحیه اینترپرایز، شهرستان جکسون، مینه سوتا
ناحیه اینترپرایز (به انگلیسی: Enterprise Township) یک منطقهٔ مسکونی در ایالات متحده آمریکا است که در شهرستان جکسون، مینه‌سوتا واقع شده‌است.
 ناحیه اینترپرایز ۹۳٫۳ کیلومتر مربع مساحت و ۲۰۴ نفر جمعیت دارد و ۴۱۸ متر بالاتر از سطح دریا واقع شده‌است.